# Nepenthes epiphytica
Nepenthes epiphytica är en tvåhjärtbladig växtart som beskrevs av A.S. Rob., Nerz och Andreas Wistuba. Nepenthes epiphytica ingår i släktet Nepenthes och familjen Nepenthaceae. Inga underarter finns listade i Catalogue of Life.